# Crophius bohemani
Crophius bohemani är en insektsart som först beskrevs av Carl Stål 1859.  Crophius bohemani ingår i släktet Crophius och familjen Oxycarenidae. Inga underarter finns listade i Catalogue of Life.